# أجيال الحروب

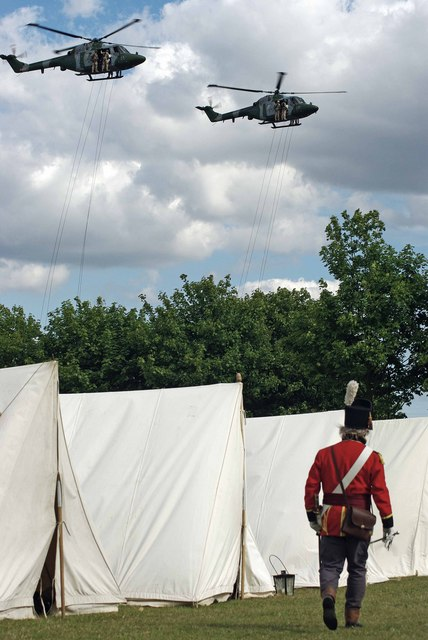
تحرير

أجيال الحروب عبارة عدد من الحقب المعروفة بنوع معين من الحروب. كان جيل الحروب الأول بالسيوف والثاني بالبنادق والثالث بالحيلة والرابع بالحرب المفتوحة.